# تاريخ بوليفيا حتى العام 1809
وصل فرانسيسكو بيزارو وزملاؤه الغزاة من الإمبراطورية الإسبانية سريعة النمو لأول مرة إلى العالم الجديد عام 1524، ولكن حتى قبل وصول الأوروبيين، كانت إمبراطورية الإنكا تتعثر. حقق بيزارو نجاحات مذهلة في حملته العسكرية ضد الإنكا، الذين هُزموا، على الرغم من إبدائهم بعض المقاومة، ليهزمهم الإسبان تمامًا عام 1538 بالقرب من بحيرة تيتيكاكا، ما سمح بالتوغل الإسباني في وسط وجنوب بوليفيا.
على الرغم من استمرار المقاومة المحلية لعدة سنوات، إلا أن الغزاة الإسبان استمروا بالتقدم، فأسسوا مدن لاباز في عام 1549 وسانتا كروز دي لا سييرا في عام 1561. عثر الإسبان، في المنطقة التي كانت تُعرف آنذاك باسم بيرو العليا، على الكنز المعدني الذي كانوا يبحثون عنه. وُجد في بوتوسي أكبر تركيز للفضة في العالم الغربي. في أوج ازدهارها في القرن السادس عشر، عاش أكثر من 150 ألف نسمة في بوتوسي، ما جعل منها أكبر مركز حضري في العالم. في سبعينيات القرن السادس عشر، فرض فايسروي فرانسيسكو دي توليدو شكلًا قسريًا من أشكال العمل، أسماه الميتا، والذي يتطلب من ذكور السكان الأصليين في المناطق المرتفعة قضاء كل عام سادس بالعمل في المناجم. تسببت «ميتا»، بالإضافة إلى التقدم التكنولوجي في تكرير المعادن، بازدهار التعدين في بوتوسي.
في أوائل القرن الثامن عشر، دخلت صناعة التعدين فترة طويلة من التدهور، كما يظهر لنا من أفول نجم بوتوسي لصالح بلاباز. بعد عام 1700، لم يُشحن إلا كميات صغيرة من السبائك من بيرو العليا إلى إسبانيا. في منتصف القرن الثامن عشر، بدأت السيطرة الإسبانية على أمريكا الجنوبية تضعف. في عام 1780، قاد توباك أمارو الثاني، سليل الإنكا، ما يقارب 60 ألفًا من السكان الأصليين في معركة ضد الإسبان بالقرب من مدينة كوزكو في البيرو. أخمدت إسبانيا الثورة عام 1783 وأعدمت الآلاف من السكان الأصليين كعقاب، لكن التمرد أبرز الطبيعة غير المستقرة للحكم الاستعماري الإسباني في جبال الأنديز.

## الفتح والحكم الاستعماري 1532 – 1809
قاد فرانسيسكو بيزارو ودييجو دي ألماغرو وهيرناندو دي لوكي الحملات الاستكشافية الإسبانية وغزوها إمبراطورية الإنكا. أبحروا بداية باتجاه الجنوب في عام 1524 على طول ساحل المحيط الهادئ من بنما، للتحقق من أسطورة وجود أرض من الذهب تسمى بيرو.
لأن إمبراطورية الإنكا سريعة التوسع كانت ضعيفة من الداخل، كان غزوها سهلًا. بعد وفاة الإنكا هواينا كاباك عام 1527، خاض أبناؤه هواسكار وأتاهوالبا حربًا أهلية لخلافته. على الرغم من أن أتاهوالبا هزم أخاه، إلا أنه لم يكن قد عزز قوته بعد عندما وصل الإسبان عام 1532، وأساء تقدير قوتهم بشكل خطير. لم يحاول أتاهوالبا هزيمة بيزارو عندما وصلت قواته إلى الساحل في عام 1532، لأن حاكم الإنكا كان مقتنعًا بأن الذين يحكمون الجبال يسيطرون أيضًا على الساحل. عندما شكل بيزارو تحالفات مع الهنود الرافضين لحكم الإنكا، لم يعدل أتاهوالبا نهج الإنكا الاستعراضي لحوض الحرب، والذي تضمن شن الهجمات على ضوء القمر المكتمل. في 16 نوفمبر من العام 1532، أسر بيزارو أتاهوالبا خلال أول معركة بينهما وأعدمه لاحقًا، حتى بعد دفع فدية تعادل نصف قرن من الإنتاج الأوروبي للذهب والفضة. بعد عام واحد، سقطت كوزكو.
على الرغم من انتصار بيزارو السريع، إلا أن الثورات الهندية سرعان ما اندلعت واستمرت بشكل دوري طوال الفترة الاستعمارية. في عام 1537، تمرد مانكو إنكا، الذي عينه الإسبان إمبراطورًا شكليًا أشبه بدمية، على الحكام الجدد وأقام دولة الإنكا الجديدة. استمرت هذه الدولة في تحدي السلطة الإسبانية حتى بعد أن قمع الإسبان التمرد وقطعوا رأس توباك أمارو في ساحة كوزكو العامة عام 1572. نظم شيوخ المجتمع ثورات في وقت في المرتفعات البوليفية، لكن تلك الثورات ظلت محلية ولم تنتشر، باستثناء التمرد الكبير لتوباك أمارو الثاني في القرن الثامن عشر.
خلال العقدين الأولين من الحكم الإسباني، تأخرت تسوية المرتفعات البوليفية - المعروفة الآن باسم بيرو العليا أو تشاركاس بسبب الحرب الأهلية بين قوات بيزارو وقوات الماغرو. قام الغازيان بتقسيم أراضي الإنكا، فوُضع الشمال تحت سيطرة بيزارو، بينما كان الجنوب تحت سيطرة ألماغرو. اندلع القتال في عام 1537 عندما استولى ألماغرو على كوزكو بعد قمع تمرد مانكو إنكا. هزم بيزارو وأعدم ألماغرو في عام 1538، في أعقاب معركة لاس ساليناس، لكنه اغتيل بعدها بثلاث سنوات على يد مؤيدين سابقين لألماغرو. تولى جونزالو شقيق بيزارو السيطرة على بيرو العليا، لكنه سرعان ما تورط في تمرد ضد التاج الإسباني. لم تنجح إسبانيا في إعادة تأكيد سلطتها إلا بإعدام غونزالو بيزارو عام 1548. في وقت لاحق من ذلك العام، أنشأت السلطات الاستعمارية مدينة لاباز، والتي سرعان ما أصبحت مركزًا تجاريًا مهمًا ومركزًا لإعادة التصدير
أخرت المقاومة الهندية غزو الأراضي المنخفضة في بوليفيا واستيطانها. أسس الإسبان سانتا كروز دي لا سييرا في عام 1561، لكن ظلت غران تشاكو، وهي الاسم الاستعماري لمنطقة تشاكو القاحلة، منطقة مليئة بالأحداث العنفية طوال الفترة الاستعمارية. نفذ الهنود في تشاكو، ومعظمهم من تشيريجوانو، هجمات لا هوادة فيها ضد المستوطنات الاستعمارية وظلوا مستقلين عن السيطرة الإسبانية المباشرة.

## تمرد السكان الأصليين
اندلعت ثورات محلية، غير منسقة في الغالب، طوال فترة الحكم الاستعماري. اندلعت أكثر من 100 ثورة في القرن الثامن عشر وحده في بوليفيا والبيرو. بينما كانت فيه الثورات الهندية الأولى معادية للمسيحية، كانت الثورات في نهاية القرن السادس عشر قائمة على رمزية مسيحية كاثوليكية ومعادية للإسبان.
أدى تزايد السخط الهندي على الحكم الاستعماري إلى اندلاع تمرد كبير قاده توباك أمارو الثاني. وُلِد خوسيه غابرييل كوندوركانكي، الهندي المتعلم الذي يتحدث اللغة الإسبانية، وأخذ اسم سلفه توباك أمارو. خلال سبعينيات القرن الثامن عشر، شعر خوسيه بالمرارة بسبب المعاملة القاسية التي تعرض لها الهنود من المستعمرين وأعوانهم. في نوفمبر من العام 1780، قبض توباك أمارو الثاني وأتباعه على أحد أعوان الإسبان وأعدموه. على الرغم من أن توباك أمارو الثاني أصر على أن حركته كانت إصلاحية ولم تسعى للإطاحة بالحكم الإسباني، إلا أن مطالبه تضمنت منطقة حكم ذاتي للسكان الأصليين. سرعان ما أصبحت الانتفاضة ثورة واسعة النطاق، فاحتشد حوالي 60 ألف هندي في جبال الأنديز في بيرو وبوليفيا نصرة للقضية. بعد تحقيق بعض الانتصارات الأولية، بما في ذلك هزيمة جيش إسباني قوامه 1200 رجل، قبض على توباك أمارو الثاني وقتل في مايو من العام 1781، لكن التمرد استمر خاصة في البيرو العليا، حيث قاد أحد مؤيدي توباك أمارو الثاني، وهو الزعيم الهندي توماس كاتاري، انتفاضة في بوتوسي خلال الأشهر الأولى من العام 1780. قتل الإسبان كاتاري قبل شهر من مقتل توباك أمارو الثاني. قاد جوليان أبازا تمردًا كبيرًا آخر حاصر خلاله مدينة لاباز لأكثر من 100 يوم. لم تنجح إسبانيا في إخماد كل الثورات حتى عام 1783، لتشرع بعدها بإعدام آلاف الهنود.